# Ikoma Takatoshi
Ikoma Takatoshi (生驹高俊, ,1611 - 4 de agosto de 1659), foi um Daimyō que viveu durante o início do Período Edo da História do Japão, que governou o Domínio de Takamatsu .  Ele era o filho de Doi Toshikatsu e foi adotado por Ikoma Masatoshi.
Takatoshi perdeu o controle do Domínio de Takamatsu devido a uma revolta dentro do Han . O shogunato o transferiu para um han muito menor o Domínio de Yashima na Província de Dewa .
| Precedido por Ikoma Masatoshi | -- Líder do Clã Ikoma 1621-1658          | Sucedido por Ikoma Takakiyo       |
| Precedido por Ikoma Masatoshi | 4º Daimyō de Takamatsu (Ikoma) 1621-1640 | Sucedido por Matsudaira Yorishige |
| Precedido por Ninguém         | 1º Daimyō de Yashima (Ikoma) 1640-1658   | Sucedido por Ikoma Takakiyo       |